# 나카하라촌 (가나가와현)
나카하라촌(일본어: 中原村)은 1889년 4월 1일부터 1925년 5월 10일까지 존재했던 일본 가나가와현 다치바나군의 촌이다. 

## 지리
현재의 가와사키시 나카하라구 북부에 해당한다.

## 역사
- 1889년 4월 1일 - 정촌제 시행에 의해 다치바나군 나카하라촌이 성립하였다.
- 1925년 5월 10일 - 스미요시촌과 합병해 나카하라정이 신설되어, 동일 나카하라촌은 폐지되었다
- 1933년 8월 1일 - 나카하라정이 가와사키시에 편입되었다.
- 1972년 4월 1일 -가와사키시가 정령지정도시로 승격해 나카하라구가 되었다.

## 교통

### 철도
- 철도성 (→ 일본국유철도, 동일본 여객철도)
  - 난부선

## 참고 문헌
- 角川日本地名大辞典編纂委員会,『角川日本地名大辞典 神奈川県』1984, 角川書店
- 大日本篤農家名鑑編纂所編『大日本篤農家名鑑』大日本篤農家名鑑編纂所、1910年。